# Пйотрово (Шамотульський повіт)
Пйотрово (пол. Piotrowo) — село в Польщі, у гміні Обжицько Шамотульського повіту Великопольського воєводства.
Населення — 527 осіб (2011).
У 1975-1998 роках село належало до Познанського воєводства.

## Демографія
Демографічна структура станом на 31 березня 2011 року:
|          | Загалом | Допрацездатний вік | Працездатний вік | Постпрацездатний вік |
| -------- | ------- | ------------------ | ---------------- | -------------------- |
| Чоловіки | 280     | 62                 | 193              | 25                   |
| Жінки    | 247     | 40                 | 153              | 54                   |
| Разом    | 527     | 102                | 346              | 79                   |